# Héctor Mayoral
Héctor Mayoral 
(Villa Pueyrredón, Buenos Aires, Argentina, 12 de noviembre de 1937) es un bailarín , maestro y coreógrafo de tango de larga trayectoria en el espectáculo. Declarado “Ciudadano ilustre de la Ciudad de Buenos Aires", ha representado en su disciplina al país, a nivel mundial.

## Comienzo de la carrera profesional
Se ganaba la vida como vendedor de zapatos, y tenía como afición bailar tango, lo cual fue aprendiendo de milongueros de ley. Sus primeros maestros fueron Titi, Quique y Paquito Ruiz; se reunían a practicar en el patio de la lechería que estaba enfrente de la casa de Mayoral. El dice:

”Soy de una época en que todavía quedaban bailarinas que llevaban cuchillo en la pierna, y en los lugares de práctica vos veías una rueda tapando al gran bailarín del lugar para que nadie de afuera pudiera verle un paso y copiarlo".

Los sábados siempre iba a las milongas de los clubes Sahores, Atlanta, Viento Norte, 17 de Octubre. Hay una anécdota que lo pinta de cuerpo entero: En el Club Centro Lucense era costumbre ver carteles que tenían escrito: “Prohibido bailar cruzado”, porque se entendía como obsceno. Siempre había algún socio controlando. Un domingo por la tarde Mayoral fue ahí, le tocaron pito y lo expulsaron por bailar “pornográfico”.
En el año 1956 comenzó a dar exhibiciones con Berta en los clubes de barrio para los festejos patrios. Se hacían presentar como “Mayoral y Marta Cristian, la pareja internacional”.
En 1962 forma pareja con María Elena Carro de porte distinguido. Se vio obligado a cambiar su vestuario de milonguero, se compró zapatos negros “picados”, pantalón gris de franela, blazer azul y se engomino el cabello. Ganaron el primer premio en el Festival Internacional de Folklore de Termas de Río Hondo y durante la actuación de televisión Sábados Continuados lo llamó Mariano Mores para citarlo a su casa. Lo recibe en una bata roja, con un puro y tocando “El irresistible” en piano. La consecuencia fue pocos días después su debut en el teatro “El Círculo” de Rosario, creando una nueva versión de Taquito militar. Mayoral quedó actuando durante 5 años junto a la orquesta de Mariano Mores.

## Mayoral y Elsa María
En el año 1967 Mayoral la conoce a Elsa María en el bar “Metrópolis” de la calle Corrientes lindero al Teatro Presidente Alvear, donde el actuaba en la obra “Buenos Aires canta al mundo”. Al terminar la función ella ensayaba en el mismo teatro, con la compañía de Alfredo Alaria, para ir al Lido de Paris. La unión de Elsa y Mayoral dio una fusión inmejorable de un genuino milonguero y una bailarina clásica. Al mes debutaron en un espectáculo de Mariano Mores en el “Estadio Palacio Peñarol” de Montevideo-Uruguay.
La popularidad no se hizo esperar: Mayoral y Elsa María comienzan como pareja atracción en Canal 13, en el programa de más rating “Gran Hotel Carrousel”, compartiendo cartel con las figuras internacionales más famosas.

### Instrumental Ballet
Con el apoyo de las autoridades de canal 13 (Goar Mestre) Mayoral y Elsa María ensayaron durante 2 años un espectáculo único en su género: El instrumental Ballet, fue formado por 7 artistas que todos tocaban, cantaban y bailaban con precisión de relojería. Actuaron más en el exterior que en la Argentina realizando giras por Sudamérica, Centroamérica y Europa.
En 1969 el famoso mánager Florencio Contreras los contrató para actuar con el “Instrumental Ballet” en el 1º Festival del Tango, en el “Estadio Caupolicán” de Santiago de Chile. Los músicos eran: La Orquesta de Armando Pontier, Héctor Varela, Mario Canaro, Atilio Chupita Stamponi, Alfredo de Angelis, cantantes, Raúl Berón, Carlos Dante, Alberto Echague, Horacio Deval, Nestor Real. El “Instrumental Ballet” era formado por Mayoral y Elsa María, Alfredo Poleri, Jorge Aguirre, Marta Álvarez, Carlos Bórquez y Betina Perilli.
En el mismo año el Ballet comenzó a dar funciones y fueron declarados Ciudadanos Honorarios del Paraguay por cuyo Presidente de aquel tiempo.

#### Historial de éxitos del Instrumental Ballet
- Teatro Río, temporada “Así es el tango”, Caracas, Venezuela
- Gala Golf club Resistencia, Chaco, AR 
CURRICULUM
1967
Mayoral y Elsa María debutan con la orquesta de Mariano Mores, Montevideo, UR
Debutan en el Estadio Palacio Peñarol Cía. Mariano Mores Montevideo-Uruguay
Canal 13 Contrato  “Gran Hotel Carrousel “Mayoral y Elsa María pareja atracción, BA
Gira pareja atracción: Provincias Argentinas
Teatro "Blanca Podestá", BA
Hotel Arcobaleno, show Punta del Este-Uruguay
Hotel Bolívar, Show Lima-Perú
Canal 4 "El Show de Juan Silva" Lima-Perú 
Trofeo "Guido Monteverde", mejor actraccion internacional Lima-Perú
Festival de tango en Olavarria-Argentina
1968
Canal 13 “Gran Hotel Carrousel” primer contrato como pareja atracción, BA 
Elenco Estable Beatriz Taibo, Claudia Lapaco, Cristina del Valle Juan Carlos Calabro, Bala,  Vergara Leuman, Eduardo Rudy,  Violeta Rivas, Néstor Fabián Palito Ortega, Yaco Monti,  Edith Boado,  Iris Marga, etc.
Canal 9 “Grandes Valores del Tango”, BA
Canal 7 “Feria de la Alegría” Canal 13 “Campana de Cristal” BA
Canal 9, “Sábados de la Bondad” BA
Festival Festirama 68, Río Cevallos-Córdoba-Ar.
Festival del tango Baradero 68 -Argentina
Rowing Club Necochea-Argentina
Canal 13  “Sainetes del tiempo guapo” Instrumental Ballet”, BA
Festival de tango en Olavarria-Argentina
1969
Crean el “Instrumental Ballet” 7 artistas que todos tocan, cantan y bailan tango, BA
Festival Fiesta de la uva blanca, Cía. “Instrumental Ballet” San Juan, Argentina
Rugantino show Cía. Instrumental Ballet, BA
Estadio Comuneros” Instrumental Ballet, Asunción-Paraguay
Presidente Strossner los declara Ciudadanos Honorarios, Asunción-Paraguay
Estadio Caupolicán, 1º Festival del Tango, Cía. “Instrumental Ballet”, Santiago de Chile
Festival “Festirama , Cía. “Instrumental Ballet” Río Cevallos-Córdoba-Argentina
Teatro “La Comedia”, con Hugo del Carril Cía. Instrumental Ballet Rosario-Argentina
Teatro “Rossini”, Cía. “Instrumental Ballet” Bahía Blanca-Argentina
Canal 11 “Botica del Ángel” y “Botica de Tango” BA
Canal 13 “Sainetes del tiempo guapo” BA
Casino Municipal Viña del Mar,  Cía. “Instrumental Ballet”, Viña del Mar-Chile
Canal l3  “Feria de la Alegría” BA
1970
Homenaje Gardel, 1º Vía Satélite Plaza de Toros “La Macarena” Medellín-Colombia-Argentina
Casino “San Rafael” Instrumental Ballet, Punta del Este-Uruguay
Teatro Stella d’ Italia, Instrumental Ballet Montevideo-Uruguay
Congreso Mundial de Turismo “COTAL” Instrumental Ballet San Pablo-Brasil
Canal 13 “Feria de la Alegría”,  BA
Casino “San Rafael” Instrumental Ballet, Punta del Este, Uruguay
Casino de “Viña del Mar” Instrumental Ballet, Chile
Teatro” Stella d’ Italia “Instrumental Ballet Montevideo, Uruguay 
Festival Internacional “Festirama , Instrumental Ballet, Río Cevallos-Córdoba-AR
Fiesta Nacional de la Nieve Instrumental Ballet, Bariloche-AR
Congreso Mundial de Turismo “COTAL” Instrumental Ballet San Pablo-Brasil
VII Fiesta Nacional del Tango, Instrumental Ballet La Falda-Córdoba, AR
TV Tupí Color -Instrumental Ballet Río de Janeiro-Brasil
1971
Trofeo Gran SADAIC , “Instrumental Ballet Mayoral y Elsa María” La Falda-Córdoba AR
Teatro “Opera” Instrumental Ballet,  Santiago de Chile
Teatro Municipal Casino Viña del Mar Instrumental Ballet, Viña del-Chile
Casino de Arica Instrumental Ballet temporada, Arica-Chile 
Gira: Instrumental Ballet, La Serena, Tocopilla, Antofagasta, Iquique, Arica-Chile
Gira Instrumental Ballet Uruguay-Brasil-Chile-Colombia-Perú-Venezuela México
Gira: La Paz, Oruro, Potosí, Cochabamba, Santa Cruz de la Sierra-Bolivia
Teatro ”Nacional La Paz” Instrumental Ballet La Paz-Bolivia
Hotel “Bolívar” temporada Instrumental Ballet, Lima-Perú
Presidente Velasco Alvarado, embajada Argentina, Gral. Guillermo Ezcurra, Lima-Perú
Premio “Guido Monteverde” Instrumental, Ballet “Mejor show extranjero” Lima-Perú
Teatro “Blanquita” temporada Instrumental Ballet DF-México
Night Club “Closet” DF-México
Night Club “Pink Panther” Instrumental Ballet Acapulco-México
Premio “Alameda Central” mejor espectáculo Internacional Instr. Ballet, DF.-México
Gira: Río de Janeiro, Brasilia, Sao Paulo, Santa Catarina, Instrumental Ballet, Brasil
Canal “Tupí Color”, Instrumental Ballet, Río de Janeiro-Brasil
1972
Canal Tupi Color, Flavio Cavalcanti  “Instrumental Ballet” Río de Janeiro, Brasil
Congreso Turismo COTAL, Instrumental Ballet, Acapulco-México
Congreso Turismo COTAL, “Instrumental Ballet” Hotel Plaza, BA
Congreso Turismo COTAL, Instrumental Ballet San Pablo-Brasil
Congreso Turismo COTAL, Palacio de Cristal, Madrid-España
Congreso Turismo COTAL, Paris-Francia
Festirama 73 Instrumental Ballet Río Cevallos-Córdoba-AR
Fiesta Nac. Del Trigo Instrumental Ballet Leones-Córdoba-AR
Fiesta Nacional de la Frutilla Instrumental Ballet, Coronda-Santa Fe-AR
Fiesta Nacional de la Nieve “ Instrumental Ballet, Bariloche-AR
Hotel Sheraton “Golden Horn” Instrumental Ballet. BA
Night Club “Inst. Ballet”  Río de Janeiro, Brasil
Night Club Taraka, Instrumental Ballet, BA
Teatro “Blanquita Temporada Instrumental Ballet, DF-México
Trofeo Alameda Central “Mejor espectáculo Internacional”, México
Trofeo Alameda Central en México y Guido Monteverde, Perú.
Trofeo Guido Monteverde, “Mejor espectáculo Internacional” Lima-Perú
1973
Cámara Refinerías de Maíz “Inst. Ballet” BA
Canal Tupi Color, Flavio Cavalcanti, Río de Janeiro-Brasil
Casino San Rafael  “Instrumental Ballet” Punta del Este-Uruguay
Club San Lorenzo de Almagro- Carnavales “Instrumental Ballet BA
Congreso internacional de turismo COTAL, Hotel Plaza, BA
Festirama Instrumental Ballet Río Cevallos-Córdoba AR
Fiesta Nac. Del Trigo, Leones-Córdoba-AR
Fiesta Nacional de la Frutilla, Coronda-Santa Fe-AR
Fiesta Nacional de la Nieve, Bariloche-AR
Homenaje Gardel, Cía. “Instrumental Ballet” Medellín-Colombia 
Hotel Sheraton “Golden Horn” “Inst. Ballet”  BA
Night Club Taraka, BA
Night Club, Río de Janeiro-Brasil
Sigfredo Pastor, los plasma en 22 obras para la OEA, Usa
Teatro de las Estrellas Temporada Hotel Sheraton “Inst. Ballet”  BA
Teatro IFT, Cía. Instrumental Ballet, BA
Teatro Odeon “Tanguísimo” Instrumental ballet, BA
Teatro Río temporada “Así es el tango” Instrumental Ballet” Caracas-Venezuela
Teatro Stella d’ Italia, “Instrumental Ballet” Montevideo-Uruguay
1974
Cámara Industria del Plástico, Instr. Ballet BA
Cámara Refinerías de Maíz, Instr. Ballet. BA.
Carnavales Club San Lorenzo de Almagro, Instrumental Ballet, BA.
Casino San Rafael Instrumental Ballet Punta del Este-Uruguay
Hotel Intercontinental Guayanas Instrumental Ballet Puerto Ordaz-Venezuela
Hotel Sheraton Instrumental Ballet, Lima-Perú
Hotel Tamanaco, Instrumental Ballet Caracas-Venezuela
Inauguración Hotel Sheraton, Cía. Instrumental Ballet Lima-Perú
Jóvenes destacados del año, Rotary Club de Villa Pueyrredón, Argentina
Teatro IFT, “Instrumental Ballet”, BA
Teatro De las Estrellas, Cía. “Instrumental Ballet” BA
Teatro Odeón temporada, Darienzo,  Instrumental ballet , BA
Teatro Odeón, Cía.  “Instrumental Ballet”  2.ª temporada, Cochinelle, BA
Teatro Rio  “Así es el tango”  “Instrumental Ballet” Caracas (Venezuela)
TV. “Sábados Sensacionales” Amador Bendayan, Instrumental Ballet Caracas-Venezuela
1975
40 Aniversario Carlos Gardel entrega de estatua Ministerio de Relaciones y Culto, Costa-Rica
Cámara de Comerciantes 18 aniversario, “Instrumental Ballet”, BA
Club “Sogipa”  “Inst. Ballet” Porto Alegre, Brasil
Congreso COTAL Turismo, Club Sogipa, Cía. Instrumental Ballet, Porto Alegre-Brasil
Festival del Folclore Reconquista, “Inst. Ballet” Santa Fe-Argentina
Festival Folklore Cía. Instrumental Ballet Rosario-Argentina
Fiesta Popular del Folklore  “Inst. Ballet”  Reconquista-Argentina
Sheraton Hotel “Golden Horn”,  Instrumental Ballet, BA.
Singer Aniversario Cía. Instrumental Ballet, BA.
Teatro Nacional, Instrumental Ballet, Embajador Alberto Requena, San José-Costa Rica
V Congreso Panamericano de Mecánica, Instrumental Ballet, BA.
1976
57.º Aniversario del Dorado, Instrumental Ballet El Dorado –Misiones AR
Aniversario 18º Cámara de Comerciantes, Instrumental Ballet, BA
Cámara de Comerciantes 18 aniversario, Instrumental Ballet, BA
Club Sogipa, Cía. “Instrumental Ballet” Porto Alegre-Brasil
Festival Folklore, Rosario-AR
Fiesta Popular del Folklore  “Instrumental Ballet”  Reconquista-AR
Gira Cía. Instrumental Ballet: Uruguay-Brasil-Chile-Colombia-Perú-Venezuela-México
Hotel Sheraton “Golden Horn” “Inst. Ballet”, BA
Juan M. Fangio baila con Elsa María, Gabriela Sabatini Mayoral
1977
Congresos COTAL Turismo: Brasil, México y Argentina
Crean Concurso  “Cachafaz de Oro”, Club Estudiantes Villa Devoto, BA
Festival Folklore Cía. Instrumental Ballet Rosario-Argentina
Festival Gastronómico Argentino, Hotel Oro Verde, Guayaquil-Ecuador
Gala Fundación Vida Silvestre, BA
Hotel Sheraton Teatro de las Estrellas temporada, BA
Municipalidad 9 de Julio, Gala Instrumental Ballet, Río Gallegos-AR
Reciben la Bendición Papal,  de “Pablo VI”, Roma.
Teatro “Coliseo”  Embajada Cultural “Instrumental Ballet, Sao Paulo-Brasil
Teatro “El Nacional” BA
Teatro Centro Asturiano, BA
Teatro Río “Así es el tango”  Instrumental Ballet, Caracas-Venezuela
1978
Congreso turismo COTAL España-Francia
Embajada Cultural “Instrumental Ballet, Sao Paulo-Brasil
Municipalidad Río Gallegos,  Gala “Instrumental Ballet”  Río Gallegos-AR
Rotary Club , Instrumental Ballet, BA.
Rowing Club, Necochea-AR
Teatro “Coliseo”, lanzamiento automóvil Fiat, BA 
Hotel Sheraton,  Teatro de las Estrellas, temporada, BA
Teatro El Nacional, BA
1979
Casino de San Juan-AR 
Fiesta Patria Embajada artística San Juan-AR
Gira: Instrumental Ballet”, Córdoba, Mendoza, Rosario, San Juan, AR
1980
Casa Rosada, Show Turístico, BA
Creadores Concurso Cachafaz de Oro, Productores, Club Estudiante De Villa Devoto, BA
Estadio Luna Park, Homenaje a Osvaldo Pugliese, BA
Golf club Resistencia,  Chaco-AR
Hotel Sheraton Teatro de las Estrellas temporada “Instrumental Ballet, BA
Mano a mano, Show Turístico, BA
Viejo café El Nacional”, Show Turístico, BA
1981
Canal 11 “Botica de Ángel”, BA
Canal 11 “Botica del Tango” BA.
Canal 7 “Sábado de Todos”  Programa Clases de tango, BA
Canal 9  “Grandes Valores del Tango”, BA
Canal 9 “Sábados continuados” BA
Canal 9 Especiales “Finalísima” BA
Casa Rosada, Show Turístico, BA
Fiestas Patrias, Chivilcoy-AR
Frank Sinatra visita Bs. As. Cena privada hotel Sheraton, BA
Mano a mano, Show Turístico, BA
Teatro de las Estrellas, temporada Sheraton hotel, BA
Viejo café El Nacional, Show Turístico, BA

### Tango Argentino
En el año 1983 Mayoral y Elsa María debutan en el espectáculo "Tango Argentino", creado y dirigido por Claudio Segovia y Héctor Orezzolli, junto a 33 artistas en París en el “Teatro Chatelet” en el Festival de Otoño. En pocas horas se agotaron las localidades para el espectáculo. Comenzó una verdadera ola de pasión por el tango en el mundo. Sin ninguna duda fue el espectáculo argentino que mayores éxitos cosechó.
Elenco Original : Juan Carlos Copes y María Nieves, Virulazo y Elvira, Mayoral y Elsa María, Nélida y Nelson, Cecilia Narova, Carlos y María Rivarola, Cristina Sinsa y Luciano (Bailarines), Roberto Goyeneche, Raúl Lavié, Jovita Luna, Elba Berón (Cantantes), Jorge Luz (Actor), Horacio Salgán, Ubaldo De Lío, “Sexteto Mayor” José Libertella, Luis Stazo, Mario Abramovich, Eduardo Walczak, Oscar Palermo, Enrique Kicho Díaz (Músicos) y Jean-Luc Don Vito (Maquillaje y peinados).
En los años 1983-84 se presentaron en el Teatro “City Center” en Broadway. El elenco era: Juan Carlos Copes y María Nieves, Virulazo y Elvira, Gloria y Eduardo, Mayoral y Elsa María, Nélida y Nelson, Cecilia Naanin Timoyco, Carlos y María Rivarola, Gloria y Rodolfo Dinzel, Mónica Luciano (Bailarines), Raúl Lavié, Jovita Luna, Elba Berón, Alba Solís (Cantantes).

#### Historial de éxitos con Tango Argentino
| Año  | Logro y Lugar |
| ---- | --- |
| 1983 | - Teatro “City Center”, Broadway - NY - Teatro “La Feniche”, Festival de Venecia, Venecia, Italia                                                    |
| 1984 | - Teatro “Mark Hellinger”, Broadway- NY - Premio "Tony Award" por la Mejor coreografía, NY - Teatro "Il Tendone", Bologna, Italia                    |
| 1990 | - Teatro Aldwich, temporada, Londres, Inglaterra - Princesa Diana Spencer, para función “Aids”, Londres, Inglaterra - Teatro Mogador, Paris, Francia |
| 1999 | - Espectáculo “Los Grandes del Tango Argentino” Tokio-Fukuoka-Nagoya, Japón                                                                          |

### Otros éxitos de Mayoral y Elsa María
En 1983 filman un comercial publicitario “Brandy V.O.P.S”, para Japón y en el mismo año empiezan un proyecto llamado "Tango Saludable" dándoles clases de Tango al personal de Banco Provincia en Buenos Aires. Aparte de actuar en diferentes Shows como en la Gala Fundación Vida Silvestre, crean en el año 1986 “Paso por paso el tango SRL”, una productora de espectáculos en Argentina. En 1988 presentan su 1º libro “Paso por paso el tango”, que incluye música. En 1990 se presentan en la 3.ª Exposición Cámara del Envase, “Envasando Tangos” en Argentina y en 1992 en el espectáculo “Buenos Aires Tango” de Nélida Rodríguez y Nelson. En el mismo año hacen una gira por Sevilla, Lisboa, Marbella, Madrid (España), Bilbao (Portugal), Sofía (Bulgaria), Bogotá (Colombia), San José (Costa Rica), Managua (Nicaragua), New Jersey (US) y Panamá para terminar en Buenos Aires en el “Teatro San Martín”. En 1994 incorporan al Espectáculo “Forever Tango” de Luis Bravo y se presentan con él en el Teatro “On The Square”, en San Francisco, US. De ahí hicieron en el año 1996 una gira con la compañía por Estados Unidos, Holanda, Inglaterra, Canadá, Japón y Corea. En 1998 se presentan por tercera vez en Broadway en el “Teatro Marquis” y en 1999 fueron nominados para el “Tony Award” con Forever Tango (NY).
IDEÓLOGOS “TANGO SALUDABLE”, método de prevención y rehabilitación, investigan de la mano Dr. René Favaloro y los científicos de su “Fundación Cardiológica. AR
2000 4ta. vez Broadway “Teatro Gershwin”, Tango Argentino, festejos del Milenio, NY-US
Inauguran “ACADEMIA DE TANGO MAYORAL Y ELSA MARÍA”, Recoleta, AR
Declaran de interés turístico, “Petit Palais”, Academia Mayoral y Elsa María, AR
2001 Producen DVD de enseñanza “Paso por paso el tango”, 5 idiomas, AR
Fundadores Asociación, Maestros, Bailarines, coreógrafos de Tango (AMBCTA), AR
2002 Galas, eventos, lanzamiento de productos, aniversarios, en el “Petit Palais”, AR
2003 Los Declaran Ciudadanos Ilustres, Legislatura de Buenos Aires, AR
Socios fundadores (AMBCTA) Asociación maestros, bailarines y coreógrafos, AR
Banco Central Aniversario espectáculo, AR

#### 2008 Crean la “Vereda del Tango Km.0”, nuevo circuito turístico, Ley 4179, AR
Premier del film “El hombre que baila” Protagonista: Héctor Mayoral, directores Sergio Aisenstein, Codirector Pablo Pintor, AR
Fundación Cardiológica Argentina, Día de la mujer, Puente de la mujer, AR
“La noche de los Museos”, Banco Central Argentina, espectáculo, AR
“Tango de Alto vuelo” Aerolíneas Argentinas, video a bordo, AR
Congreso Internacional de Oftalmología, espectáculo, AR
Fundación Cardiológica Argentina, espectáculo, AR
Congreso Internacional de Abogados, espectáculo, AR
Día de la mujer, Puente de la mujer, espectáculo, Puerto Madero, AR
Banco Central de la República Argentina, durante 6 años, Taller “Tango Saludable”, AR
Congreso Cumbre Judicial Iberoamericana, espectáculo Argentina, BA
2009 “Vereda del Tango Km. , Academia Mayoral y Elsa María, Recoleta, AR
2.º eslabón, Confitería “La Ideal”, Suipacha 380 y Av. Corrientes, AR
3.º eslabón, Milonga “La Viruta”, Armenia 1396, Palermo SOHO, AR
4.º eslabón, Plaza San Martín, “Venado Tuerto”, Santa Fe, AR
Congreso Internacional Forestal, clases y espectáculo, Bs. As-AR
2010 Museo Múnich, inauguración calesita, clases a niños, AR
Galas, eventos culturales, espectáculos, turismo en la Academia, AR
Espectáculo “Una magistral clase de tango…que es todo un show”, AR
Congreso de Tango terapia: reconocimiento Teatro San Martín, Bs. As.-AR
Congreso Internacional Forestal: clases y espectáculo, DF- México
2011 Festival de cine BAFICI Premier film “El hombre que baila”, AR
Inauguran el Puente de la Mujer, espectáculo con 40 artistas, AR
Galas, eventos culturales, espectáculos, turismo en la Academia, AR
2012 Conferencias y seminarios “Tango Saludable”, Bs. As.-AR
Congreso Cumbre Judicial Iberoamericana, espectáculo Argentina, BA
Galas, eventos culturales, espectáculos, turismo en “Petit Palais”, AR
2013 Distinción trayectoria entrega Ministro de Cultura Ing. Lombardi, Bs. As. AR
Anfiteatro Parque Centenario presentan “Al Gran Tango Argentino”, AR
Galas, eventos culturales, espectáculos, turismo en “Petit Palais”, AR
2014 Asociación Tanguera de Buenos Aires, elegidos Presidenta y Vice. AR
4.º eslabón “Vereda del tango” y Gala en Venado Tuerto, Santa Fe, AR
Anfiteatro Parque Centenario espectáculo “Al Gran Tango Argentino”, AR
Distinción del Ministro de Cultura Ing. Hernán Lombardi, AR
Asociación Tanguera de Buenos Aires, variadas actividades, AR
Galas, eventos culturales, espectáculos, turismo en “Petit Palais”, AR
2015 “Petit Palais”, espectáculo “Una magistral clase de tango, que todo un show”, AR
Feria del libro Guadalajara, presentación libro "Tango Saludable", DF-ME
Galas, eventos culturales, espectáculos, turismo en “Petit Palais”, AR
2016 Feria Internacional del libro Buenos Aires, libro, “Tango Saludable, AR
Espectáculo “Al gran tango Argentino Salud” Congreso Inter de Vacuna. AR
Galas, eventos culturales, espectáculos, turismo en “Petit Palais”, AR
Presentan libro “Tango Saludable” Feria del libro Buenos Aires, AR
Rotary Club Centro, charla “Tango Saludable”, BA
Reconocimiento Rotary Club Puerto Madero, BA
ACTÚAN EN LOS TEATROS MÁS PRESTIGIOSOS DEL MUNDO
Estados Unidos: “City Center”, NY “Mark Hellinger” NY “Gershwin” NY, “Aldwich” Hollywood, “Performing” Pittsburg, “Performing Arts Centre”, San Antonio-Texas, “The Pantages” “Performing Arts” Miami-Florida “Arie Crown” Chicago, “Hamilton” Baltimore, Ford Loredel, “Playhouse Square Center” Cleveland-Ohio, “The Bushnell”, Hartford, Connecticut, “Warner Performing Arts” Washington, “San City” Phoenix, “Sarasota”, “Clean Water”, Atlanta Orpheum” Texas; “MGM”, Las Vegas, “Opera House” Washington, “Auditorium” Denver, “Fox Theatre” Atlanta, “Whortham Center” Houston, “Lyric Opera House” Baltimore, “Bay Performance arts Center” Tampa, “Parker Playhouse“ “Ambassador”, “Salle Wilfrid-Pelletier”, “Warner” Washington, “Performing Art” Miami-Florida, “Kennedy Centre” Washington, “Forrest” Philadelphia, “Orpheum" San Francisco, “Schubert” Boston, “Theatre Dallas, Texas, “The Performance Art” San Francisco, “Washington Golden Gate”, “Performing Arts Society” Washington, “Kennedy Center” Boston, Chicago “Paramount” Austin-Texas, New Jersey, “Hancher Auditorium” Iowa, Theatre “Hall de las Américas”, Theatre “Performing Art” Pasadena Hartford Connecticut, Fort Lauderdale, Miami Beach-Florida, Atlanta, Phoenix, Saratosa, Alemania: “Eingelanede Kinstler”, Berlín, Múnich Canada: “Saenger”, Vancouver, “Okeefe Centre” Toronto, The National Arts Centre” Ottawa, “Place des Arts” Vancouver Italia: Teatro “La Feniche”, Venecia “Il Sixtina”, Roma, “Petrozzelli” Bari, Il Tendone Inglaterra: Teatro Aldwich, Holanda: Teatro “Carre” Ámsterdam Japón: “Nagoya Kosei”, “Nenkin Kankan” “Osaka Festival Hay”, “Tokyo Kosei, Nankin Kankan may” “Shin Takanawa “Coccon”, Shibuya New Edition “Tango Argentino” Nagoya, Argentina: Teatro Gran Rex, Teatro Lola Membrives, “Teatro “Opera”

## Filmografía
Actor
- El hombre que baila (2011)